# Schistophyle falcifera
Schistophyle falcifera là một loài bướm đêm trong họ Geometridae.